# Black and White (1913)
Black and White é um filme mudo norte-americano de 1913, do gênero comédia, dirigido por Dell Henderson.

## Elenco
- Harry Carey
- Donald Crisp
- Grace Henderson
- Dave Morris
- Clarence Barr